# Ян Брант
Ян Брант (пол. Jan Brant; Brantis, а також Brand, Brandt, Brandus; серпень 1554, Познань — 27 травня 1602, Львів) — польський єзуїт, богослов і композитор.

## Життєпис
Народився в серпні 1554 року в сім'ї познанського купця Марціна і його дружини Дороти. Гуманістичні науки вивчав у Познані та Вонгровці, а риторику в Браунсбергу, де 25 січня 1571 року вступив на новіціят. Філософію вивчав у Вільні. Між 1575 і 1578 роками, правдоподібно працював учителем у Познані. Висвячений на священника 4 січня 1579 року в Познані. У 1582—1586 роках вивчав богослов'я в Римі. Пенітенціярій при Базиліці святого Петра в Римі (1586—1588), префект шкіл і професор Святого Письма в Познані (1589—1592), професор Святого Письма і полемічного богослов'я у Віленській академії (1592—1599), канцлер Академії в 1595—1597 роках, ректор у Пултуську (1598—1599), у 1599—1601 роках перебував у Римі, настоятель у Львові (1601—1602).
Помер 27 травня 1602 року у Львові.
Був одним із ревізорів перекладу Біблії Якуба Вуєка. Полеміст, брав участь у диспутах з іновірцями, зокрем на тему Євхаристії. Автор шкільних драматичних творів. У бібліотеці Уппсальського університету зберігаються рукописи бл. 12 музичних творів Яна Бранта.

## Праці
- «Disputano theologica de iustificatione peccatoris» (Познань 1591),
- «Kazanie pogrzebne na one słowa Psalmu 142. Nie wstępuy Panie w sąd z sługą twoim. etc. miane przy pogrzebie Jasnie Wielmożnego Pana Jego Mści Pana Jerzego Chodkiewicza starosty zmudzkiego… przez X. D. Jana Branta Societatis Iesu w Brzostowicy 30 dnia Octobra Roku Pańskiego 1595 [Архівовано 13 березня 2022 у Wayback Machine.]» (Вільно 1596),
- «Piesni rózne pospolite о róznych poboznych potrzebach» (1601).